# STS-36
La STS-36 è una missione spaziale del Programma Space Shuttle.
È stata la 34-esima missione spaziale dello Shuttle e l'ottavo volo per l'Atlantis. L'intera missione fu compiuta per conto del dipartimento della difesa, per cui il contenuto del carico e degli obbiettivi è parzialmente segretato (probabilmente un satellite per ricognizioni).

## Equipaggio
- John O. Creighton (2) - Comandante
- John H. Casper (1) - Pilota
- Pierre J. Thuot (1) - Specialista di missione
- David C. Hilmers (3) - Specialista di missione
- Richard M. Mullane (3) - Specialista di missione

Tra parentesi il numero di voli spaziali completati da ogni membro dell'equipaggio, inclusa questa missione.

## Parametri della missione
- Massa: 19.600? kg
  - Carico utile Advanced KH-11 photo-reconnaissance satellite(?) USA-53 1990-019B
- Perigeo: 198 km
- Apogeo: 204 km
- Inclinazione orbitale: 62°
- Periodo: 1 ora, 28 minuti, 30 secondi